# Sobotka-kormány
Bohuslav Sobotka kormánya, vagy a Sobotka-kormány a Cseh Köztársaság 2014 és 2017 között regnáló kormánya. Bohuslav Sobotkát 2014. január 17-én nevezte ki miniszterelnöknek Miloš Zeman cseh államfő. Kormánya 2014. január 29-én esküdött fel. A Sobotka-kormány koalíció tagjai a Cseh Szociáldemokrata Párt (ČSSD), az ANO 2011 (ANO) és a Keresztény és Demokrata Unió – Csehszlovák Néppárt (KDU-ČSL) voltak. A koalíciós megállapodás szerint a ČSSD nyolc miniszteri széket kapott, az ANO hatot és a KDU-ČSL hármat. A kormánykoalíció kitöltötte a négy éves politikai ciklust és egészen a 2017-es választásokat követő kormányváltásig fennmaradt.

## A miniszterek
| Minisztérium                                              | Miniszter                  | Politikai párt | Hivatalban                            |
| --------------------------------------------------------- | -------------------------- | -------------- | ------------------------------------- |
| Miniszterelnök                                            | Bohuslav Sobotka           | ČSSD           | 2014. január 29. – 2017. december 6.  |
| Első miniszterelnök-helyettes Pénzügyminiszter            | Andrej Babiš               | ANO            | 2014. január 29. – 2017. május 24.    |
| Miniszterelnök-helyettes Tudományos és Kutatási Miniszter | Pavel Bělobrádek           | KDU-ČSL        | 2014. január 29. – 2017. december 6.  |
| Pénzügyminiszter                                          | Ivan Pilný                 | ANO            | 2017. május 24. – 2017. december 6.   |
| Külügyminiszter                                           | Lubomír Zaorálek           | ČSSD           | 2014. január 29. – 2017. december 6.  |
| Belügyminiszter                                           | Milan Chovanec             | ČSSD           | 2014. január 29. – 2017. december 6.  |
| Munka- és szociális ügyi miniszter                        | Michaela Marksová-Tominová | ČSSD           | 2014. január 29. – 2017. december 6.  |
| Ipari és kereskedelmi miniszter                           | Jan Mládek                 | ČSSD           | 2014. január 29. – 2017. december 6.  |
| Egészségügyi miniszter                                    | Svatopluk Němeček          | ČSSD           | 2014. január 29. – 2016. november 30. |
| Egészségügyi miniszter                                    | Miloslav Ludvík            | ČSSD           | 2016. december 1. - 2017. december 6. |
| Igazságügyminiszter                                       | Helena Válková             | ANO            | 2014. január 19. – 2015. március 1.   |
| Igazságügyminiszter                                       | Robert Pelikán             | ANO            | 2015. március 12. – 2017. december 6. |
| Oktatási, ifjúsági és sportminiszter                      | Marcel Chládek             | ČSSD           | 2014. január 29. – 2015. június 5.    |
| Oktatási, ifjúsági és sportminiszter                      | Kateřina Valachová         | ČSSD           | 2015. június 17. - 2017. december 6.  |
| Honvédelmi miniszter                                      | Martin Stropnický          | ANO            | 2014. január 29. – 2017. december 6.  |
| Közlekedési miniszter                                     | Antonín Prachař            | ANO            | 2014. január 29. - 2014. november 13. |
| Közlekedési miniszter                                     | Dan Ťok                    | ANO            | 2014. december 4. – 2017. december 6. |
| Regionális fejlesztési miniszter                          | Věra Jourová               | ANO            | 2014. január 29. - 2014. október 3.   |
| Regionális fejlesztési miniszter                          | Karla Šlechtová            | ANO            | 2014. október 8. – 2017. december 6.  |
| Környezetvédelmi miniszter                                | Richard Brabec             | ANO            | 2014. január 29. – 2017. december 6.  |
| Mezőgazdasági miniszter                                   | Marian Jurečka             | KDU-ČSL        | 2014. január 29. – 2017. december 6.  |
| Kulturális miniszter                                      | Daniel Herman              | KDU-ČSL        | 2014. január 29. – 2017. december 6.  |
| Emberijogi és esélyegyenlőségi miniszter                  | Jiří Dienstbier Jr.        | ČSSD           | 2014. január 29. – 2016. november 30. |
| Emberijogi és esélyegyenlőségi miniszter                  | Jan Chvojka                | ČSSD           | 2016. december 1. - 2017. december 6. |

## Kormányalakítás
A 2013-as csehországi parlamenti választás után a meggyengült szociáldemokrata párt, illetve vezetője Bohuslav Sobotka kapott lehetőséget a kormányalakításra. Sobotka kormányalakítása a lehető legnehezebb feladatnak mutatkozott. A választás nem járt egyértelmű eredménnyel. Az egyetlen szóba jöhető koalíciós partner az alig egy évvel korábban alapított, ideológiailag még nem letisztult profilú ANO volt, ám még ennek szavazataival sem volt a kormánytöbbség elérhető. Még a kormányalakítási tárgyalások megkezdése előtt Sobotkát váratlan helyről érte támadás: saját pártjának Miloš Zeman államfőhöz húzó vezetői megkísérelték őt eltávolítani a párt éléről. A cseh újságokban "lányi puccs" néven említett hatalomátvételi kísérletet csak a szociáldemokrata párt tagságának Sobotka melletti kiállása és az ANO vezetőjének a zemanisták törekvéseit elutasító nyilatkozata lehetetlenítette el. Bár Sobotka párton belüli ellenfelei a sikertelen hatalomátvételi kísérlet után a háttérbe húzódtak, a gyenge választási szereplés, a széthúzó szociáldemokrata párt és a kifürkészhetetlen természetű koalíciós partner továbbra is kétségessé tették, hogy a Sobotka által felállított kormány legalább középtávon életképes lesz-e. 
A koalícióba Sobotka végül saját ČSSD-je mellett a liberális-populista ANO-t és a keresztényszociális KDU-ČSL vonta be. A kormányalakítási tárgyalások 2013. november 11-től december végéig tartottak. A pártok ez idő alatt megegyeztek a kormányprogramról, elosztották a miniszteri tárcákat és megtették személyi javaslataikat. 
Az összeállított kormánynévsort 2014. január 3-án Sobotka benyújtotta Zeman elnöknek, aki 2003-as elnökválasztási kudarca egyik fő felelősének tartotta Sobotkát. Zeman kezdettől fogva ellenségesen viszonyult Sobotkához, aki helyett inkább a szövetségesének tartott Michal Hašeket szerette volna a miniszterelnöki székben látni. Az elnök és a miniszterelnök-jelölt első tárgyalásán az államfő jóformán beszélni sem volt hajlandó a Sobotka kinevezéséről. Zeman közölte, hogy nincs szándékában csak úgy kinevezni Sobotka jelöltjeit, mivel előtte át akarja tekinteni azok szakmai előéletét, hogy azok valóban alkalmas személyek legyenek. Az államfő kiszivárogtatta a sajtónak, hogy Martin Stropnickýt nem tartja alkalmasnak a honvédelmi tárca élére. A sajtó úgy értesült, hogy az elnök szintén meg akarja tagadni a 2003-as kudarcában szintén szerepet játszó Lubomír Zaoralek külügyminiszteri és Jiří Dienstbier esélyegyenlőségi miniszteri kinevezését. Január 10-én Miloš Zeman folytatta Sobotka meg sem született kormányának támadását. Sajtótájékoztatót tartott, amelyen kijelentette, hogy Milan Chovanec belügyminiszter-jelölt diplomája számára kétes értékű, Jan Mládek pedig elbukott a biztonsági ellenőrzésen. Azt is kifogásolta, hogy Jiří Dienstbier gyakorló miniszterként jelöltetni kívánja magát a 2014-es EP-választásokon. Marian Jurečka agrárminiszter-jelöltet "zakkant" jelzővel illette. (Jurečka korábban koronaékszereket gyűjtögető alkoholistának nevezte Zemant.) Az elnök kijelentette, hogy csak január 17-én nevezi majd ki az új miniszterelnököt. A választások és a kinevezés között eltelt 3 hónap az addigi legnagyobb távolság volt a választások és az új kormányfő kinevezése között.
A miniszterek kinevezése előtti napokban egy korábban nem létezett és a kormánypártokban nyílt megütközést keltő, többek szerint megalázó eljárás vette kezdetét. Zeman elnök a miniszterjelölteket csoportokba osztva a prágai várba rendelte, hogy ott egy személyes elbeszélgetés során győződjön meg a jelöltek alkalmasságáról. Január 22-én hét jelölt (köztük Babiš és Bělobrádek miniszterelnök-helyettesek), január 23-án további hét jelölt jelent meg Zeman hivatalában, ahol a minisztériumokat érintő terveikről kellett elbeszélgetniük az elnökkel. Január 24-én került sor a Zeman elnök személyes ellenségei között számon tartott Lubomír Zaoralek és Jiří Dienstbier meghallgatására. Zemant az eljárás miatt számos bírálat érte a pártpolitikán kívüli szférából is, mivel az elnök csak a miniszterelnökért felelős, az egyes miniszterek "vizsgáztatása" nem feladata, Zeman magatartása hatalmi túlterjeszkedés. A meghallgatások után nem került nyilvánosságra, hogy az elnök a jelölteket megfelelőnek találta-e. A kormányt végül január 29-én nevezte ki Zeman elnök.
A szociáldemokrata párt szakadása, Sobotka kormányfő ingatag pártbeli helyzete, az Andrej Babiš vezetése alatt erősödő és aktivitását fokozó ANO, illetve Zeman elnök ellenséges magatartása miatt a cseh közvélemény Sobotka kormányának gyors bukását várta. A sajtó arról írt, hogy a kormányfőnek egy tigrist kell meglovagolnia a következő négy évben.

## A kormány működése

### Zöldolaj-ügy
A kormányzat törekvése volt, hogy az ország gazdaságát fellendítse. Ennek keretében 2014. július 14-én elfogadták a jövedéki törvény módosítását, amellyel a mezőgazdasági termelők adóterhét akarták csökkenteni. A törvénymódosításhoz váratlanul Milan Urban (ČSSD) módosítási javaslatot fűzött, amelyben a benzin adótartalmát 1,5, a dízel üzemanyagok adótartalmát 2,5 koronával mérsékelték volna. A módosítást a képviselőházi szavazáson az ellenzéki pártok és 17 ČSSD képviselő szavazatával elfogadták. A váratlanul elért ellenzéki siker zavart és dühöt váltott ki a kormánypártok között. A pénzügyi tárcát vezető Andrej Babiš kiszámolta, hogy az adócsökkentés a központi költségvetésen egy 14 milliárd koronás lyukat ütött, amelyet a kormányzat nem tudott máshonnan kipótolni. Az újságok arról írtak, hogy Sobotka a szavazás után dühöngött, üvöltözött a  módosítást megszavazó képviselőkkel, majd spekulációk jelentek meg arról, hogy a szociáldemokrata párt képviselői nem véletlenül szavazták meg Urban módosítását, hanem így akarják megbuktatni a saját kormányfőjüket. 
A felfokozott hangulatban a két szociáldemokrata képviselő is bejelentette, hogy tévedésből szavazta meg a javaslatot. Az ellenzék részéről óriási felháborodást váltott ki, hogy a házelnök a szavazás megismétléséről döntött. Az ellenzéki ODS az újraszavazás miatt az alkotmánybírósághoz fordult. Két nap múlva a képviselőház újra szavazott, ám ekkor már egy olyan módosítástól, amely az üzemanyagok adójának csökkentését nem tartalmazta. A szociáldemokrata párt a 17 képviselő akcióját azzal magyarázta, hogy a kiszavazók nem vettek részt a frakció törvénymódosítást előkészítő előző esti ülésen, így megzavarodottak és összevissza szavaztak.

### Új közszolgálati törvény
Az államfő 2014 januárjában azt a feltételt szabta a Sobotka-kormány megbízásakor, hogy az minél előbb fogadja el az új közszolgálati törvényt. A  törvény ún. kétharmados törvény volt, így a kormánynak meg kellett egyeznie az ellenzékkel annak módosításáról. Az ellenzék azonban elutasította a szociáldemokraták által tervezett változtatásokat, főként a tervezett Közszolgálati Főigazgatóság ötlete miatt. A kormányppártok kénytelenek volt tárgyalásokba kezdeni az ellenzékkel. Az ellenzéki pártok közölték kifogásaikat, a kormánypártok pedig azok figyelembe vételével egy teljesen új törvényt írtak. A Közszolgálati Főigazgatóság ötletét törölték, a közszolgálat szervezéséért felelős "szuperhivatalnok" a belügyminisztérium miniszterhelyettese lett.

### 2017-es kormányválság
Andrej Babiš pénzügyminiszterként és miniszterelnök-helyettesként igen kedvező helyzetbe került a kormányon belül. Rálátott minisztertársai tevékenységére, tisztában volt az ország lehetőségeivel. A 2013-as választás után szisztematikusan folytatta pártjának, az ANO-nak a fejlesztését. A párt hátterét jelentő Babiš-vállalatbirodalom cégei EU-s támogatások sokaságát nyerték, a pártvezér sajtótermékeket vásárolt. Vállalkozásaival megjelent külföldön és jó kapcsolatokat épített ki szülőhazájával Szlovákiával, illetve Oroszországgal. Babiš ostorozta és korruptnak nevezte a régi pártokat, megoldásként pedig saját elitellenes mozgalmát kínálta. Babiš törekvéseit siker koronázta. Az ANO már a 2014-ben megelőzte a közvélemény-kutatásokban koalíciós partnerét. 2017 tavaszára az ANO népszerűsége 28%-ra nőtt, míg a fő kormányerő ČSSD-é 20-ról 12%-ra hanyatlott. A választások közeledtével Sobotka és Babiš között növekedni kezdett a feszültség. 
2017 tavaszán az újságokban több cikk is megjelent, amelyekben Babišt adócsalással és újságírók befolyásolásával vádolták meg. A politikus tagadta a vádakat, ám a kormányfőnél ekkor betelt a pohár és elhatározta, hogy eltávolítja Babišt a kormányból. 2017 május elején Sobotka váratlanul lemondott a kormányfői tisztségről. A Sobotkán még mindig személyes bosszút kereső Zeman elnök azonban a lemondást úgy értelmezte, hogy az nem a kormány, hanem a kormányfő lemondása, ezért azt Sobotka visszavonta. Pár nappal később Sobotka találkozót kezdeményezett az államfővel, hogy személyesen kezdeményezze pénzügyminiszterének leváltását. A találkozón (amelyet a TV közvetített) Miloš Zeman a botjával mutogatta Sobotkának, hogy hová álljon, majd úgy tett, mintha nem Babiš eltávolításáról, hanem Sobotka lemondásáról lenne szó. A kormányfő kijavította az államfőt, majd a két államférfi összeszólalkozott. A találkozó végén Sobotka még beszélt az elnökhöz, amikor Zeman elköszönés nélkül faképnél hagyta és kisétált a teremből. A jelenetet a sajtó a cseh politikatörténet legalantasabb pillanataként említette. Zeman végül tudomásul vette Sobotka kérését, de nem sietett azt teljesíteni. Az eltávolítását elfogadó Babišt végül csak május 24-i dátummal mentette fel, egyidejűleg az ANO Ivan Pilnýt delegálta a kormányba pénzügyminiszternek. 
Az ANO koalícióból történő kiszakadása azonnali kormányválságot és valószínűleg előrehozott választásokat idézett volna elő. Andrej Babiš azonban úgy gondolta, hogy az idő neki dolgozik. A miniszteri munka alól felszabadulva az egész nyarat a 2017 októberében tartandó választás előkészítésére szánta. Az ANO szavazóit a vezetőjüket ért korrupciós vádak egyáltalán nem bizonytalanították el. A választásokig hátralévő időben az ANO népszerűsége tovább nőtt, míg a szociáldemokratáké csökkent. Sobotka kormánya a legfőbb koalíciós partnerek közötti megromlott viszony tudatában, az újraválasztás esélye nélkül fordult rá a kormányzati ciklus célegyenesére.

## Fordítás
- Ez a szócikk részben vagy egészben  a   Bohuslav Sobotka's Cabinet című angol Wikipédia-szócikk ezen változatának fordításán alapul.  Az eredeti cikk szerkesztőit annak laptörténete sorolja fel. Ez a jelzés csupán a megfogalmazás eredetét és a szerzői jogokat jelzi, nem szolgál a cikkben szereplő információk forrásmegjelöléseként.